# Arsace (nome)
Arsace  è un nome proprio di persona italiano maschile.

## Varianti
- Maschili: Arsacio[1]

### Varianti in altre lingue
- Greco antico: Ἀρσάκης (Arsaces)[2]
- Persiano: Arshak[3], Ashki[3], Ashek[3]

## Origine e diffusione
Deriva da Ἀρσάκης (Arsaces), la forma greca del persiano Arshak; è composto da ar (Arii, "nobili") e shah ("re"), e significa quindi "re degli Arii (o dei nobili)", o "nobile re".

## Onomastico
L'onomastico viene festeggiato il 16 agosto, giorno in cui la Chiesa cattolica commemora sant'Arsacio, eremita presso Nicomedia, che profetizzò la sua distruzione a causa di un terremoto nel 357 e, apparentemente, morì pregando.

## Persone
- Arsace I di Partia, re dei Parti
- Arsace II, sovrano dei Parti
- Arsace II di Armenia, sovrano d'Armenia